# Meirama

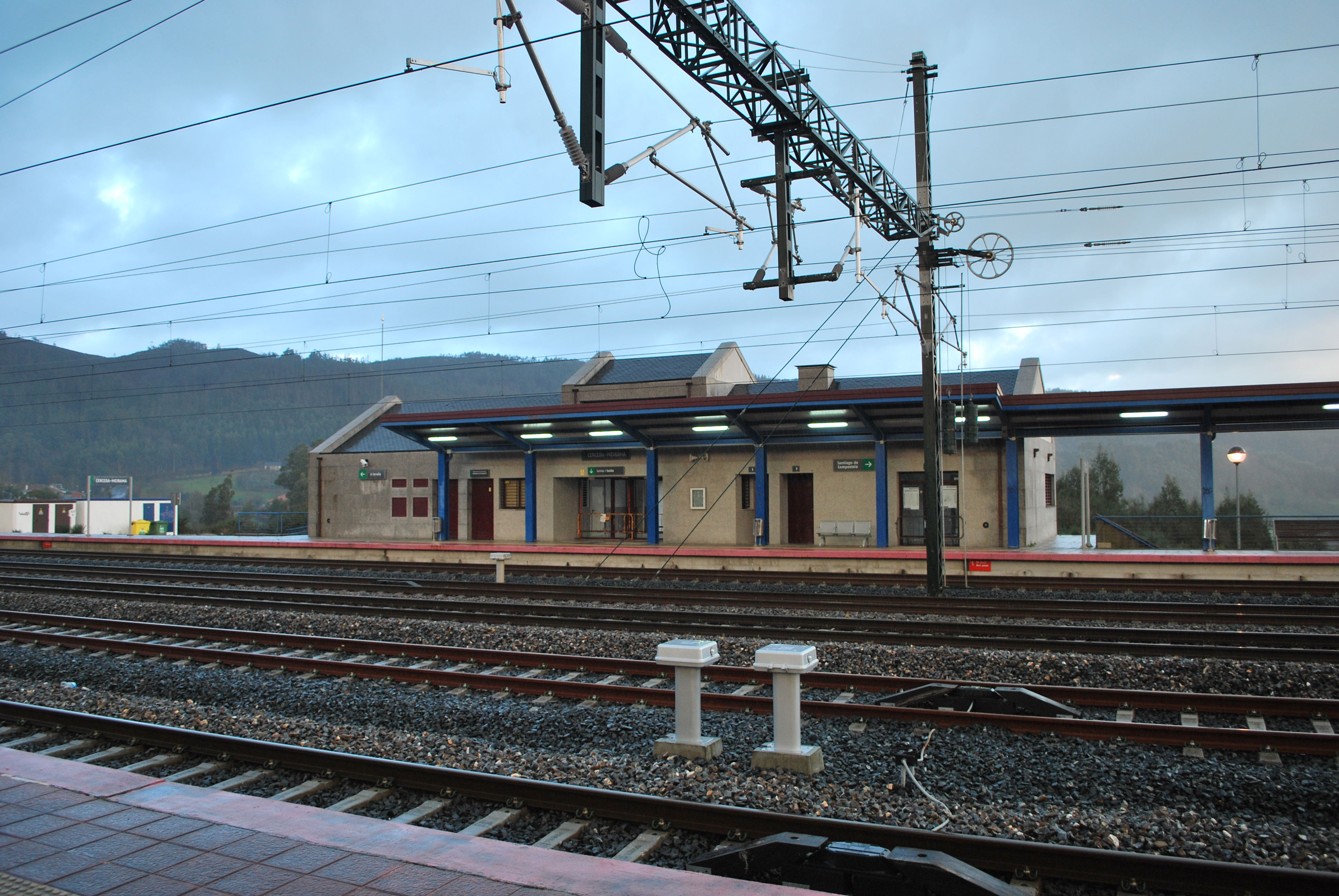
Estació de Cerceda-Meirama

Santo André de Meirama és una parròquia del municipi gallec de Cerceda, a la província de la Corunya.
L'any 2013 tenia una població de 412 habitants agrupats en 30 entitats de població: O Brozo, A Capela, Cardiña, A Casanova, O Castelo, Fieitosa, Figueira, A Gándara, O Igrexario, Longo, O Pazo, O Pedamúa, Picardel, A Picota, O Rozadoiro, Travesía i Os Vilares.
La seva església parroquial de Santo André es va construir al segle xii i reformada el 1720. També hi trobem l'estació de Cerceda-Meirama, situada a l'eix atlàntic d'alta velocitat. La parròquia dona nom a la central tèrmica de Meirama, malgrat no trobar-se dins dels seus límits, sinó a As Encrobas.